# Elymus sibinicus
Elymus sibinicus là một loài thực vật có hoa trong họ Hòa thảo. Loài này được Kotukhov mô tả khoa học đầu tiên năm 1992.